# Тураев, Азиз Аппакович
Азиз Аппакович Тураев — советский хозяйственный, государственный и политический деятель. * Заслуженный работник культуры Узбекистана (2023).

## Биография
Родился в 1936 году. Член КПСС.
С 1956 года — на хозяйственной, общественной и политической работе. В 1956—2020 гг. — учитель школы в Баяутском районе, завотделом
второй секретарь, первый секретарь райкома комсомола, заведующий отделом, второй, первый секретарь Сырдарьинского обкома комсомола, заведующий отделом пропаганды и агитации Сырдарьинского обкома КП Узбекистана, первый секретарь Гулистанского горкома партии, заведующий отделом культуры ЦКП Узбекистана, председатель Государственного комитета Узбекской ССР по кинематографии, ректор Ташкентского государственного института культуры имени Абдуллы Кадыри, председатель общественного фонда «Меҳр ва мурувват».
Избирался депутатом Верховного Совета Узбекской ССР 9-11-го созывов.
Живёт в Ташкенте.